# Hôpital Saint Jean de Dieu de Tanguiéta (Bénin)
L'hôpital Saint Jean de Dieu de Tanguiéta créé en 1970 avec 60 lits, est un hôpital situé à Tanguitéta, au Bénin.

## Histoire de l’hôpital
L'hôpital est créé dans la philosophie de l'Ordre hospitalier de Saint-Jean-de-Dieu.
Créé en 1970 avec 60 lits en 1970, l'hôpital est situé à 9 heures de route de Cotonou dans la région de l’Atacora. L'hôpital démarre avec deux frères de Saint Jean de Dieu, quatre religieuses espagnoles et un médecin italien.
En 1996, la coopération internationale est poussée par le Docteur Jean Vergès, ancien chirurgien urologue à la Clinique Oudinot et de son épouse Anny, pharmacienne.
En 2018, le Frère Florent, médecin d'origine italienne, dirige hôpital depuis près de 50 ans.
En 2021, l’hôpital dispose de 250 lits et d’un centre de récupération nutritionnelle avec sept frères, cinq sœurs dont deux béninoises, 14 médecins dont certains spécialisés, notamment en chirurgie et gynéco-obstétrique.

## Services de l'hôpital
Les soins s’adressent à des patients pratiquement dépourvus de moyens. Il s'agit de césarienne, de réparation de perforation intestinale, de traumatismes ou de morsures de serpents.

## Partenariats
Depuis 1990, l'hôpital du Jura participe régulièrement à la vie de l'hôpital béninois soit à travers des missions, des formations ou des envois de matériels.
Depuis 1996, Charles-Henry Rochat de la Clinique Générale-Beaulieu intervient annuellement pour réparer des fistules obstétricales,.
Depuis 2014, l'hôpital du Valais en Suisse intervient annuellement à travers des missions à l'hôpital Saint Jean de Dieu de Tanguiéta.